# Anugana
Anugana là một chi bướm đêm thuộc họ Noctuidae.